# なら婚
『なら婚』（ならこん）は、日本テレビで2013年10月3日から木曜日0:59 - 1:29（水曜日深夜、JST）に放送されていたバラエティ番組である。ゼクシィの一社提供番組。2016年3月に放送終了。

## 概要
ゼロ日婚約がテーマとして進む物語。
「○○なら」という婚約を実現して、素敵な結婚式をあげたいカップルを応援する作品である。

## 出演者
MC
現在（最終回時点）
- 加藤浩次（極楽とんぼ）
- 小熊美香（日本テレビアナウンサー）
- 郡司恭子（日本テレビアナウンサー）
- 畑下由佳（日本テレビアナウンサー）

過去
- 水卜麻美（日本テレビアナウンサー）
- 馬場典子（当時日本テレビアナウンサー）
- 徳島えりか（日本テレビアナウンサー）
- 杉野真実（日本テレビアナウンサー）
- 佐藤良子（日本テレビアナウンサー）

レギュラー
- 金井良子（ブライダル専門家）

不定期ゲスト出演者
- あばれる君
- 川崎希&アレクサンダー - 初出演以降は、準レギュラー
- 長嶋一茂
- 陣内智則
- 遠藤章造（ココリコ）
- フォーリンラブ（ハジメ・バービー）
- グランジ（五明拓弥・遠山大輔・佐藤大）
- 高橋愛
- はんにゃ（金田哲・川島章良）
- かりすま〜ず（幹てつや・あゆ）
- 高橋茂雄（サバンナ）
- 佐藤栞里

ほか

## オープニングテーマ
- スターラブレイション（ケラケラ）（2013年10月 - 2015年5月21日）
- ハピマリ（Silent Siren）（2015年5月28日 - 2016年3月）

## スタッフ
- 企画・総合演出：髙橋利之
- 構成・コンセプト：石原健次（以前は、構成のみ）
- 作家：渡邉祐樹（以前は、構成）
- ナレーション：隅田美保（アジアン）
- TM：清水秀明
- SW：三井隆裕
- CAM：津野祐一
- MIX：池田正義、青山禎矢
- VE：山口考志、佐藤大心、吉崎慶、古手川大
- 照明：安藤隆弘
- 美術プロデューサー：山本澄子
- デザイン：北村春美
- 技術協力：NiTRo
- 美術協力：日テレアート
- モニター：ジャパンテレビ
- イラスト：Rickey、幸、Celeste
- 編集：中野政幸、小山雄一郎、武者宏
- MA：安河内隆文
- 音効：岡田淳一
- TK：石井千春
- デスク：高橋菜津子
- リサーチ：フォーミュレーション
- AP：佐藤なつね、高梨織江
- AD：鎌田葵美子、渡辺梢子、高部竜太、石田貴子
- ディレクター：長井香織、鈴嶋直子、櫛田健太郎、望月亮、三枝賢史
- 演出：内田秀実／（※週替りで上記のディレクターから1名が担当）
- プロデューサー：小野隆史／両口奈穂（両口→以前は、AP）、近藤岳志
- チーフプロデューサー：田中宏史
- 制作協力：創輝、ZPLUS
- 製作著作：日本テレビ

### 過去のスタッフ
- TM：佐治佳一
- 編成：堀金澄彦
- 編成企画：小島友行、鬼頭直孝、原司（原→以前は、編成）、倉田忠明
- 営業：桑原丈弥
- 営業推進：竹葉信太郎
- AP：金ビンナ
- ディレクター：小口馨、佐谷直子
- プロデューサー：岡里有佑子